# Toxiclionella haliplex
Toxiclionella haliplex é uma espécie de gastrópode do gênero Toxiclionella, pertencente a família Clavatulidae.